# Psychosocial
Psychosocial est un terme qui décrit chez une personne, son développement psychologique et son interaction dans un environnement social. Il existe en sciences humaines une variété d'approches au confluent des champs psychologiques et sociaux. 
L'une d'entre elles concerne le domaine de l'assistance aux personnes en cas d'évènements traumatisants, comme une catastrophe. L'assistance psychosociale est une démarche qui vise au rétablissement des personnes à travers une approche collective centrée sur la connaissance des besoins individuels et du processus de deuil. 
Appui psychosocial est le nom donné à une démarche à la frontière du domaine de la psychologie de crise, de la victimologie  et des secours.   
Cette démarche vient en aide aux victimes d'évènements traumatisants (catastrophe, accident majeur, acte terroriste) pour permettre, si nécessaire, que le vécu potentiellement traumatique soit assimilable par le groupe ou les personnes touchées. En d'autres termes, l'appui psychosocial entre en jeu pour prévenir et soulager les blessures morales encourues consécutives aux catastrophes ou évènements violents.   
Le nom psychosocial fait référence à une méthode qui débute de préférence par un abord collectif pour favoriser le bien-être psychique des individus. La démarche psychosociale n'est pas une action psychologique ni psychothérapeutique même si ses principes d'action s'inspirent des acquis de la psychologie et de la psychothérapie.  Le soutien psychosocial aux victimes de catastrophe fonctionne selon le principe de bientraitance et à ce titre n'est pas une prise en charge de la personne ou des personnes affectées.
Un des pères de la démarche est Henry Dunant, fondateur de la Croix-Rouge, qui lors de sa fameuse intervention après la bataille de Solférino prit soin des blessures physiques et donna du bien-être aux blessés en rédigeant sous leur dictée des messages à leurs proches, en leur fournissant du tabac, en mettant en relation les blessés et leurs familles. Aujourd'hui encore la Croix-Rouge est une pionnière de l'appui psychosocial. 
L'approche centrée sur la personne (ACP) de Carl Rogers est une référence importante de l'appui psychosocial.
Depuis quelque temps on voit aussi apparaître dans ce champ du rétablissement des personnes et des communautés le concept de résilience.